# Zezinho Barbary
José Estephan Barbary Filho, mais conhecido como Zezinho Barbary (Porto Walter, 28 de maio de 1964) é um político brasileiro filiado ao Progressistas (PP).

## Carreira Política
Foi prefeito de Porto Walter em 2012, sendo Re-Eleito em 2016.
Nas eleições estaduais de 2022 foi eleito pelo Progressistas (PP), para o cargo de deputado federal na Câmara dos Deputados para a 57.ª legislatura (2023 — 2027) com 19.958 votos.